# Mark A. Altman
Mark A. Altman és escriptor, productor i actor. És un antic cap de l'oficina de Los Angeles de la revista Cinefantastique i també va ser editor en cap anterior de la revista Sci-Fi Universe. També ha estat escriptor de còmics.

## Crèdits

### Pel·lícula
- Free Enterprise (escriptor, productor, actor, 1998)[1]
- Where No Fan Has Gone Before: The Making of Free Enterprise (productor, 1999)
- The Specials (productor, actor, 2000)[1]
- House of the Dead (escriptor, productor)[2]
- All Souls Day: Dia de los Muertos (escriptor, productor)[1]
- House of the Dead 2 (escriptor, productor, actor, 2005)[2]
- CFQ: Cafe FAntastique (productor executiu, 2006)[1]
- Room 6 (escriptor, productor, actor, 2006)[1]
- DOA: Dead or Alive (productor, 2006)
- The Thirst (escriptor, productor, 2006)
- All Souls Day (escriptor, productor)
- Dead And Deader (escriptor, productor, actor, 2006)
- The Darkroom (escriptor, productor, 2006)
- Monarch (productor executiu, 2013)
- Caught on Tape (productor executiu, 2013))[1]
- 50 Years of Star Trek (productor executiu, 2016)[1][3]

### Televisió
- Castle (coproductor, 2009)[1]
- Necessary Roughness (productor, escriptor, 2011)
- Femme Fatales (productor executiu, escriptor, director, actor, 2011-2012)
- Agent X (co-productor executiu, guionista, 2015)[4]
- Aries Spears: Comedy Blueprint (director, 2016)[4][5]
- The Librarians (coproductor executiu, escriptor, 2016-2017)[1][4]
- Pandora (creador, showrunner, productor executiu, 2019-2020)[1][4]

### Podcasts
- Inglorious Treksperts (co-hoste, productor, 2018-2019)[6]
- The 4:30 Movie Podcast (co-hoste, productor, 2019)[7]
- Best Movies Never Made (producer, 2019-2020)[1]

### Llibres
- Captains' Logs: The Unauthorized Complete Trek Voyages (amb Edward Gross, 1995)
- Captains' Logs Supplemental: The Unauthorized Guide to the New Trek Voyages (amb Edward Gross, 1996)
- The Fifty-Year Mission: The Complete, Uncensored, Unauthorized Oral History of Star Trek: The First 25 Years (amb Edward Gross, 2016)
- The Fifty-Year Mission: The Next 25 Years: From The Next Generation to J.J. Abrams: The Complete, Uncensored, Unauthorized Oral History of Star Trek (amb Edward Gross, 2016)
- Slayers & Vampires: The Complete, Uncensored, Unauthorized Oral History of Buffy The Vampire Slayer & Angel (amb Edward Gross, 2017)
- So Say We All: The Complete, Uncensored, Unauthorized Oral History of Battlestar Galactica (amb Edward Gross, 2018)
- Nobody Does It Better: The Complete, Uncensored, Unauthorized Oral History of James Bond (amb Edward Gross, 2020)
- Secrets of the Force: The Complete, Uncensored, Unauthorized Oral History of Star Wars (amb Edward Gross, 2021)[8][4]
- They Shouldn't Have Killed His Dog: The Complete Uncensored Ass-Kicking Oral History of John Wick, Gun Fu, and the New Age of Action (amb Edward Gross, 2022)